# Scholarism
Scholarism (chinesisch 學民思潮) war eine Studentenbewegung, welche im Jahr 2011 von den Oberstufenschülern Joshua Wong und Ivan Lam Long-yin als Reaktion auf die geplante Einführung des Schulfaches „Moralische und Nationale Erziehung“ gegründet und von Joshua Wong angeführt wurde.
Die Gruppe erlangte breite internationale Aufmerksamkeit durch ihre Teilnahme an den Protesten in Hongkong 2014. Nachdem sich die Bewegung im März 2016 aufgelöst hatte, schlossen sich mehrere Schlüsselpersonen der Bewegung der neuen von Joshua Wong gegründeten Partei Demosistō an.

## Proteste

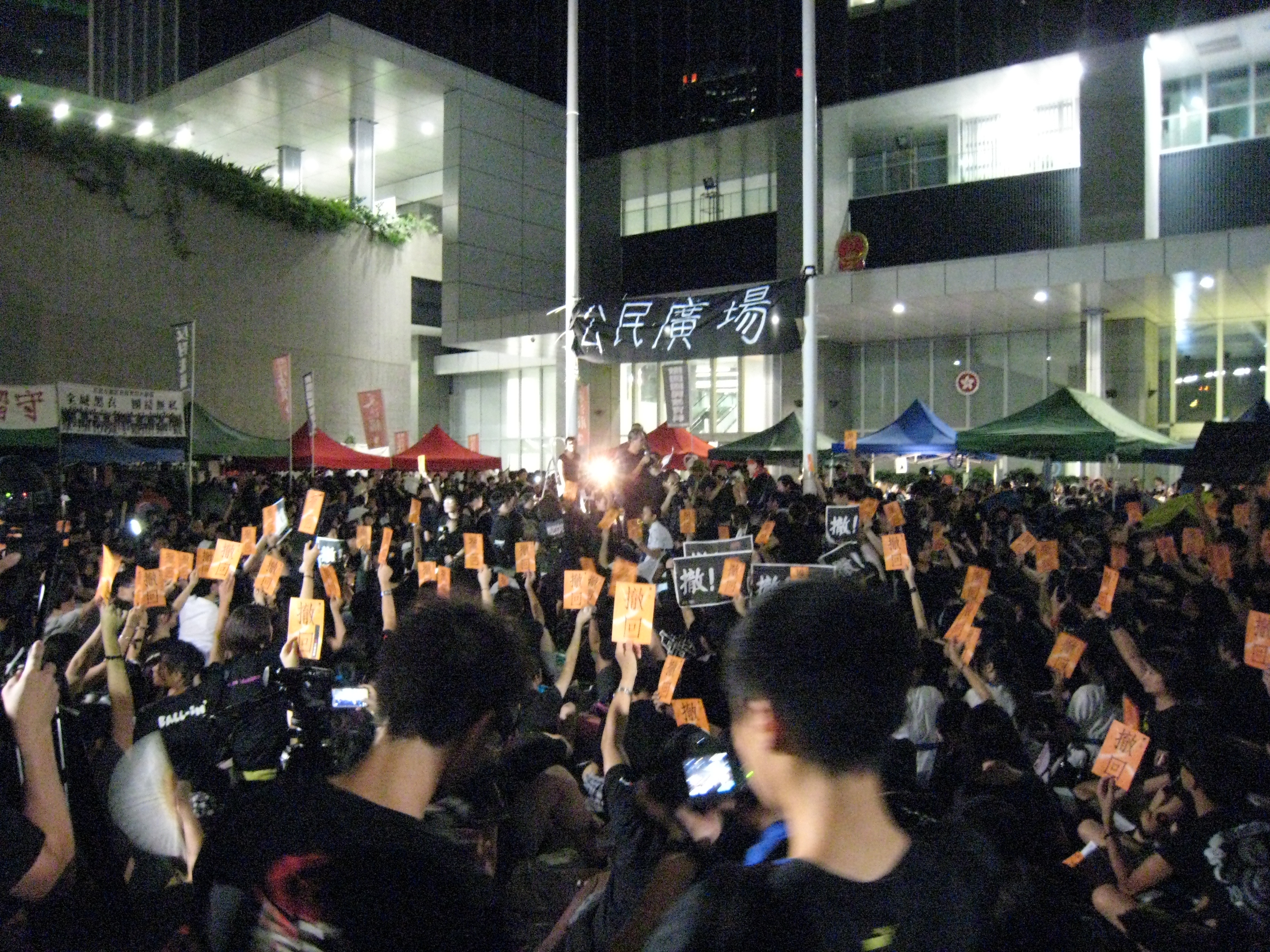
Scholarism und andere Demonstranten vor dem Regierungsgebäude in Tamar, Hong Kong. (7. Sept. 2012)

### Geplante Lehrplanänderung „Moralische und Nationale Erziehung“
Als Reaktion auf die geplante Einführung eines neuen Pflichtfaches „Moralische und Nationale Erziehung“ wurde Scholarism von den Oberstufenschülern Joshua Wong und Ivan Lam Long-yin 2011 gegründet und gilt als die erste Bewegung gegen diese Pläne der Regierung.
Mitglieder der Gruppe protestierten vor dem Regierungsgebäude. Dabei besetzten 70 Mitglieder das Areal vor diesem, von denen 3 einen mehrtägigen Hungerstreik starteten, um die Regierung dazu zu bringen, von der geplanten Lehrplanänderung abzusehen.
Dabei erlangte die Gruppe erstmals mediale Aufmerksamkeit.
Nachdem die Anzahl der Protestierenden vor dem Sitz der Verwaltung Hongkongs, unterstützt von weiteren Gruppen, eine Größe von 120.000 Personen erreichten, sah die Regierung von dem neuen Pflichtfach ab.

### Hongkonger Proteste 2014
Bei der Rückgabe an China 1997 wurden für das Jahr 2017 den Bürgern von Hongkong freie Wahlen in Aussicht gestellt. Bis dahin haben seit 1997 alle fünf Jahre aufgestellte Hongkonger Wahlkomitees den Verwaltungschef gewählt.
Im Juni 2014 veröffentlichte Scholarism einen Plan zur Reform des Wahlsystems von Hongkong. Ende August 2014 wurde vom Nationalen Volkskongress in Peking der Beschluss gefasst, nach dem zukünftig ein 1200-köpfiges chinesisches Komitee die Kandidaten zur Wahl des Hongkonger Verwaltungschefs vorwählt, bevor die Bevölkerung von Hongkong über die Personen direkt abstimmen kann.
Daraufhin kam es Ende September zu mehrmonatigen Protesten, an denen sich neben Scholarism auch der Studentenverein Hong Kong Federation of Students (HKUSU) und die Bürgerrechtsbewegung Occupy Central with Love and Peace beteiligten. Dabei wurden Teile der Finanz- und Regierungsbezirke Central sowie Admiralty, der Zugang zum Regierungssitz und auch Teile von Mongkok und Causeway Bay besetzt. Scholarism selbst forderte die freie Direktwahl des nächsten örtlichen Regierungschefs und den Rücktritt des derzeitigen Amtsinhabers Leung Chun-ying.